# 創作主題による32の変奏曲
『創作主題による32の変奏曲』（そうさくしゅだいによる32のへんそうきょく、原題（ドイツ語）：32 Variationen über ein eigenes Thema）は、ルートヴィヒ・ヴァン・ベートーヴェンが1806年に作曲したピアノ独奏のための作品。
作曲者36歳の中期に属する作品で、古典的な作曲法と巧みな変奏技法とが見事に一体となった変奏曲である。ベートーヴェンはハ短調で、交響曲第5番、ピアノ協奏曲第3番、ピアノソナタ第32番、ヴァイオリンソナタ第7番など、名作がいくつか見られる。
作品番号はなく、死後の整理の際にWoO.80と付番されている。しかし1807年に当地の産業美術出版社から出されていることから、実験的な作品と考えていたのかと推測されている。
日本では、作品番号外にもかかわらず、調性が雄偉で、作曲者の性格・個性を象徴していると見なされることから、多くの演奏者が手がけている。ピアノ演奏技巧としては同時期の作品であるピアノソナタ第21番「ヴァルトシュタイン」に類似した動機が多い。

## 楽曲

### 主題
Allegretto
右手は4分の3拍子で音階を基に半音ずつ上昇する音形。特徴あるのは左手の和声。
ハ短調主和音、ドミナントのト長調主和音、下属調ヘ長調またはヘ短調の主和音、半音高いFis音をまじえた下属調和音が順番に登場し、和声進行が強調されて終わる。
シャコンヌに近い低音の扱い方で、作曲者が古典的な語法を導入する意思があらわれている。最低音はC-H-B-A-As-Gと明瞭に半音階を描いている。わずか8小節の短い主題ながら、低音の存在感が陰鬱な効果を出している。

### 変奏
- 第1変奏：右手の16分音符による同音連打。32の数のとおり右手左手交互の練習も兼ねている。
- 第2変奏：左手による第1変奏の繰り返し。
- 第3変奏：両手の16分音符による展開。

## 関連楽曲
- フランツ・シューベルトのピアノソナタ第19番は、第1楽章冒頭がこの曲の主題と動機・和声が一致するなどの影響が指摘されている。
- ハンガリー出身のピアニスト・作曲家ステファン・ヘラーは、この曲の主題による「ベートーヴェンの主題による変奏曲」作品130を作曲している。